# Maria Lagogianni-Georgakarakos
Maria Lagogianni-Georgakarakos (griechisch Μαρία Λαγογιάννη-Γεωργακαράκου) ist eine griechische Klassische Archäologin und ehemalige Direktorin des Archäologischen Nationalmuseums in Athen.

## Leben
Sie studierte an der Universität Thessaloniki, wo sie 1976 mit dem Diplom abschloss und 1983 promoviert wurde. Die Jahre von 1977 bis 1982 verbrachte sie mit einem DAAD-Stipendium an der Ludwig-Maximilians-Universität München, wo sie noch einmal 1996 bis 1997 mit einem Humboldt-Stipendium forschte.
Sie arbeitete für den griechischen Antikendienst. Von Juli 2004 bis April 2006 leitete sie das Sekretariat des Zentralen Archäologischen Rats Griechenlands. Von April 2006 bis Dezember 2010 war sie Direktorin des Epigraphischen Museums in Athen, von Dezember 2010 bis Oktober 2014 Direktorin der Abteilung für Museen des Griechischen Kultusministeriums. Von Oktober 2014 bis zu ihrem Ruhestand Ende 2020 war sie Direktorin des Archäologischen Nationalmuseums in Athen.

## Veröffentlichungen (Auswahl)
- Πορτραίτα σε ταφικά μνημεία της Μακεδονίας κατά την περίοδο της ρωμαιοκρατίας. Dissertation Universität Thessaloniki 1983.
- Die Grabdenkmäler mit Porträts aus Makedonien (= Corpus Signorum Imperii Romani. Corpus der Skulpturen der römischen Welt. Griechenland. Band 3). Akademie von Athen, Athen 1998, ISBN 960-7099-68-0.
- Die römischen Porträts Kretas. Bezirk Heraklion (= Corpus Signorum Imperii Romani. Corpus der Skulpturen der römischen Welt. Griechenland. Band 4). Akademie von Athen, Athen 2002, ISBN 960-404-003-0.